# グランツーリスモ7
『グランツーリスモ7』（GRAN TURISMO 7、GT7）は、ソニー・インタラクティブエンタテインメントから2022年3月4日に発売されたレースゲーム。グランツーリスモシリーズのひとつ。25年間続いたシリーズの集大成と言えるもので、グランツーリスモモードがワールドマップ(キャンペーンモード)として復活した。略称は『GT7』。

## 概要
PlayStation 5における初めてのグランツーリスモシリーズである。公式サイトでは、グラフィックからゲームシステムに至るまでの全てが刷新された作品になると伝えられている。特に下記の6点が従来と異なる特徴である。
- 驚異のグラフィック：4K、HDRをサポートするレイトレーシング[2]，最大120FPSのフレームレート[3]。
- 高速のローディング：SSDによるロード時間なしの場面切り替え。
- アダプティブトリガー：車種ごとの繊細なコントロール。
- ハプティックフィードバック：車種ごとのタイヤ感覚の再現。
- 対応ヘッドフォンでのTempest 3Dオーディオ技術：対応ヘッドフォンで付近の車を正確に把握可能。
- 無料アップデートでPlayStation®VR2に完全対応。(画面分割対戦を除く)

これらをPS5の性能を活かした製品で当初はPS5版のみが発表とされていたが、後日にPlayStation 4版の発売も正式発表され発売された。同一タイトルが異なる世代のゲーム機で発売されるのはグランツーリスモシリーズでは今回が初めてとなる。
GT SPORTで4万5000時間にも及ぶ深層強化学習によりタイムトライアル・レースにおいてトッププレイヤーを打ち負かしたAI『GT Sophy』が発表され、2023年11月2日の大型アップデート「Spec Ⅱ」にて、ゲーム内の一部レースでGT Sophyのプロトタイプと対戦できるようになった。
なお本作は例年通りロシアでも発売予定だったが、発売1週間前の2022年2月24日に発生したロシア軍のウクライナ侵攻により発売が急遽中止された。

## 製品

### 『グランツーリスモ７』スタンダードエディション
希望小売価格はPS5版が8,690円、PS4版が7,590円。いずれも2022年3月4日発売。
ソフトウェア発売時点では未だPS5が供給不足状態であり、PS4向け『グランツーリスモ７』(パッケージ版/ダウンロード版)を購入したユーザーは、PS5向けソフトウェア『グランツーリスモ７』(ダウンロード版)を1100円で購入できる。ただし、以下の様々な制限がある。
- PS4向けパッケージ版ユーザーは、PS5向けソフトウェア（ダウンロード版）をダウンロード、及びプレイするにはその都度PS4版ディスクをPS5本体に挿入する必要がある。
- PS4向けパッケージ版ユーザーでも、ディスクを使用しないPS5デジタル・エディションを購入した場合はPS5向けダウンロード版を1100円（税込）で購入することはできない。
- ソフトウェアのPS5アップグレードにはPlayStation Networkのアカウントが必要である。
- PS5向けダウンロード版を購入すると、PS4向けダウンロード版を入手することができるが、PS5向けパッケージ版を購入した場合は、PS4向けダウンロード版は入手できない。

※同封されている交換コードは2022年8月で期限が終了しているため2024年現在では使用できない。

### 『グランツーリスモ７』２５周年アニバーサリーエディション
希望小売価格は 10,890円。発売日は2022年3月4日。スタンダードエディションの内容に加え、３カ―パック、追加ゲーム内クレジット、トヨタ・GRヤリス 国・地域限定リバリー、PSNアバターパック、デジタルサウンドトラック『The Music of Gran Turismo 7』が特典として用意されている。パッケージ版のみシリーズ25周年を記念したスリーブによる『グランツーリスモ７』特装パッケージにソフトを収納できる金属ケース「スチールブック」が同梱される。

#### ３カーパック
- MAZDA RX-VISION GT3 CONCEPT Stealth Model
- ポルシェ 917 LIVING LEGEND
- トヨタ スープラ GT500 '97 (Castrol TOM'S)

## モード

### ワールドマップ
本作の舞台となるマップ。リゾートをモチーフに制作されている。後述の『ミュージックラリー』のみを除いて基本的にはこのマップを介することになる。
カフェ
本作から新たに追加された要素。PlayStation Plusに加入していなくても遊ぶことができる。プレイヤーはメニューブックを受け取り、そこに書かれた30種類以上のクエストをクリアしていくことで、『グランツーリスモ7』のさまざまな機能を少しずつ体験し、理解できる。
メニューブックをクリアするごとに、メニューブックに関係するクルマの文化や背景を聞ける。その車の開発者が登場することもある。
2024年1月25日のアップデートにて新しいコレクションの追加がされた。
ガレージ
プレイヤーの拠点となるパビリオン。
ギフトの受け取りや乗車中のクルマのセッティングを調整できるほか、『クルマ図鑑』でクルマの収集状況や車の歴史、車の性能を確認することができる。
ブランドセントラル
2001年以降に製造されたクルマを購入できるディーラー。
今作よりブレンボおよびBBSのブースが追加された。GT Sophy登場後は、「Sony AI」のブースが追加された。
ユーズドカー
1970〜2010年代に製造されたクルマが並ぶ中古車ディーラー。
ラインナップは全プレイヤーで共有される。日によって、クルマの台数やラインナップが変化する。
レジェンドカー
2000年以前に製造されたクルマのうち、歴史的価値の高いクラシックカーやレースカーを販売するディーラー。
クラシックカー向け保険企業ハガティとパートナーシップを締結しており、価格は同社の価格査定ツールを基準に設定される。
チューニングショップ
性能向上のための改造パーツを販売するショップ。コレクターズレベルに応じて高性能なパーツが解放されていく。
ワールドサーキット
AIとレースを行うメインパビリオン。
通常のレースに加えて、タイムアタックやドリフトトライアル、『SPORT』から引き続き登場するサーキットエクスペリエンス等をプレイ可能。サーキットはカフェの進行状況により順次解放されていく。 また今作では実際にグランツーリスモ ワールドシリーズに出場している選手がキャラクターとして登場する。オフライン時にもプレイ可能だが、選択可能なクルマに大きく制限がかかる。
ライセンス
基礎から応用まで、さまざまな課題に挑戦しながらドライビング技術を習得する。
ワールドサーキット同様、グランツーリスモ ワールドシリーズ出場選手が登場し、各ステージごとに課題の説明もしてくれる。更に「Spec Ⅱ」アップデートでより難度の高いシチュエーションでのドライビング技術習得を目的した「マスターライセンス」が追加された。
教官として出演する各国代表選手
- 国内B級：ダニエル・ソリス（アメリカ代表）
- 国内A級：コケ・ロペス（スペイン代表）
- 国際B級：イゴール・フラガ（ブラジル代表）
- 国際A級：ミカエル・ヒザル（ドイツ代表）
- スーパーライセンス：宮園拓真（日本代表）
- 国内B級マスター：佐々木拓眞（日本代表）
- 国内A級マスター：アンゲル・イノストローザ（チリ代表）
- 国際B級マスター：ヴァレリオ・ガロ（イタリア代表）
- 国際A級マスター：キリアン・ドルモン（フランス代表）
- スーパーマスターライセンス：ホセ・セラーノ（スペイン代表）

ミッション
通常のレースとは異なるスタイルのミニゲームに挑戦する。コレクターズレベルを上げるごとにステージが解放され、各ステージには8つのミッションが存在する。
スケープス
『SPORT』から引き続き登場。カメラマッピングを施した実写写真を背景に車の写真が撮れる。
前作にあったロケーションの殆どは引き継がれ、GTSPORTで収録されていなかったロケーションも新たに追加されている。
ショーケース
リプレイやリバリーエディターで製作したデザインを共有することができる。
GTオート
ホイールの交換や、クルマのワイドボディ化、ロールケージやエアロパーツの装着などのドレスアップが楽しめるほか、エンジンオイルの交換や、洗車などもできる。
また前作から引き続き搭載されたリバリーエディターではユーザーインターフェースを改良・実用性とアクセシビリティが向上し、クルマに施されたカラーリングやステッカーなどのリバリー(外装デザイン)を自在に変更・編集ができる。本作で復活。
マルチプレイ
ルームを作って全世界のプレイヤーと走行可能な『ロビー』と画面を分割して対戦を行う『画面分割対戦』と、車の見せあいやチャットなどができる『パドック』の3つのモードが存在する。 後述のスポーツと異なりこちらではレーティングは変化しない。
スポーツ
『SPORT』より引き続き登場するEスポーツ向けオンライン対戦モード。
3種が同時に開催され定期的でレース内容が変更される「デイリーレース」と、国際大会「ネイションズカップ」（国別対抗）「マニュファクチャラーズカップ」（メーカー対抗）が開催される。この中にはグランツーリスモ ワールドシリーズのエキシビジョン大会や、ワールドシリーズのオンライン予選も含まれている。
プレイヤーはドライビングスキル(戦績)とレースマナーをそれぞれドライバーレーティング(DR)とスポーツマンシップレーティング(SR)で格付けされ、レースの際にはDR・SRが近い者同士がランダムでマッチングされる。 今作からの変更点として、リーグ戦エントリー時のレーティングに応じ、GT1からGT3までの3つのリーグに分けられるようになった。

### ミュージックラリー
今作から初登場となるミニゲーム。オフライン時にもプレイ可能。再生されている曲のテンポによってビート（拍。これがゼロになるとゲームオーバー）の減り方が変わり時間内にどれだけの距離を走れるかというもの。2023年6月29日のアップデートにより曲が追加された。初回起動時には必ずプレイすることになる。

## 収録コース

### アメリカ
| コース名・国籍                                                   | レイアウト                              | 天候変化 |
| ---------------------------------------------------------------- | --------------------------------------- | -------- |
| ノーザンアイル・スピードウェイ （アメリカ合衆国 ）               | フルコース                              |          |
| ブルームーン・ベイ・スピードウェイ （アメリカ合衆国 ）           | フルコース                              |          |
| ブルームーン・ベイ・スピードウェイ （アメリカ合衆国 ）           | フルコース 逆走                         |          |
| ブルームーン・ベイ・スピードウェイ （アメリカ合衆国 ）           | インフィールド A                        |          |
| ブルームーン・ベイ・スピードウェイ （アメリカ合衆国 ）           | インフィールド A 逆走                   |          |
| ブルームーン・ベイ・スピードウェイ （アメリカ合衆国 ）           | インフィールド B                        |          |
| ブルームーン・ベイ・スピードウェイ （アメリカ合衆国 ）           | インフィールド B 逆走                   |          |
| デイトナ・インターナショナル・スピードウェイ （アメリカ合衆国 ） | トライオーバル                          |          |
| デイトナ・インターナショナル・スピードウェイ （アメリカ合衆国 ） | ロードコース                            |          |
| トライアルマウンテン・サーキット （アメリカ合衆国 ）             | フルコース                              |          |
| トライアルマウンテン・サーキット （アメリカ合衆国 ）             | フルコース 逆走                         |          |
| ウェザーテック・レースウェイ・ラグナ・セカ （アメリカ合衆国 ）   | フルコース                              |          |
| コロラドスプリングス （アメリカ合衆国 ）                         | レイク                                  |          |
| コロラドスプリングス （アメリカ合衆国 ）                         | レイク 逆走                             |          |
| ウィロースプリングス・レースウェイ （アメリカ合衆国 ）           | ビッグウィロー                          |          |
| ウィロースプリングス・レースウェイ （アメリカ合衆国 ）           | ストリーツオブウィロースプリングス      |          |
| ウィロースプリングス・レースウェイ （アメリカ合衆国 ）           | ストリーツオブウィロースプリングス 逆走 |          |
| ウィロースプリングス・レースウェイ （アメリカ合衆国 ）           | ホースシーフマイル                      |          |
| ウィロースプリングス・レースウェイ （アメリカ合衆国 ）           | ホースシーフマイル 逆走                 |          |
| グランバレー・ハイウェイ 1 （アメリカ合衆国 ）                   | ハイウェイ 1                            |          |
| グランバレー・ハイウェイ 1 （アメリカ合衆国 ）                   | ハイウェイ 1 逆走                       |          |
| グランバレー・ハイウェイ 1 （アメリカ合衆国 ）                   | サウス                                  |          |
| グランバレー・ハイウェイ 1 （アメリカ合衆国 ）                   | サウス 逆走                             |          |
| ワトキンズ・グレン・インターナショナル （アメリカ合衆国 ）       | ロングコース                            |          |
| ワトキンズ・グレン・インターナショナル （アメリカ合衆国 ）       | ショートコース                          |          |
| ミシュラン・レースウェイ・ロード・アトランタ （アメリカ合衆国 ） | フルコース                              |          |
| フィッシャーマンズ・ランチ （アメリカ合衆国 ）                   | フルコース                              |          |
| フィッシャーマンズ・ランチ （アメリカ合衆国 ）                   | フルコース 逆走                         |          |
| スペシャルステージ・ルートX （アメリカ合衆国 ）                  | フルコース                              |          |
| レイク・ルイーズ （カナダ ）                                     | ロングトラック                          |          |
| レイク・ルイーズ （カナダ ）                                     | ロングトラック 逆走                     |          |
| レイク・ルイーズ （カナダ ）                                     | ショートトラック                        |          |
| レイク・ルイーズ （カナダ ）                                     | ショートトラック 逆走                   |          |
| レイク・ルイーズ （カナダ ）                                     | トライオーバル                          |          |
| レイク・ルイーズ （カナダ ）                                     | トライオーバル 逆走                     |          |
| インテルラゴスサーキット （ブラジル ）                           | フルコース                              |          |

### ヨーロッパ
| コース名・国籍                                     | レイアウト             | 天候変化 |
| -------------------------------------------------- | ---------------------- | -------- |
| ドラゴントレイル （クロアチア ）                   | シーサイド             |          |
| ドラゴントレイル （クロアチア ）                   | シーサイド 逆走        |          |
| ドラゴントレイル （クロアチア ）                   | ガーデンズ             | ○        |
| ドラゴントレイル （クロアチア ）                   | ガーデンズ 逆走        | ○        |
| レイク・マジョーレ・サーキット （イタリア ）       | フルコース             |          |
| レイク・マジョーレ・サーキット （イタリア ）       | フルコース 逆走        |          |
| レイク・マジョーレ・サーキット （イタリア ）       | センター               |          |
| レイク・マジョーレ・サーキット （イタリア ）       | センター 逆走          |          |
| レイク・マジョーレ・サーキット （イタリア ）       | イーストエンド         |          |
| レイク・マジョーレ・サーキット （イタリア ）       | イーストエンド 逆走    |          |
| レイク・マジョーレ・サーキット （イタリア ）       | ウエストエンド         |          |
| レイク・マジョーレ・サーキット （イタリア ）       | ウエストエンド 逆走    |          |
| レイク・マジョーレ・サーキット （イタリア ）       | イースト               |          |
| レイク・マジョーレ・サーキット （イタリア ）       | イースト 逆走          |          |
| レイク・マジョーレ・サーキット （イタリア ）       | ウエスト               |          |
| レイク・マジョーレ・サーキット （イタリア ）       | ウエスト 逆走          |          |
| レッドブル・リンク （オーストリア ）               | フルコース             | ○        |
| レッドブル・リンク （オーストリア ）               | ショートトラック       | ○        |
| ディープフォレスト・レースウェイ （スイス ）       | フルコース             |          |
| ディープフォレスト・レースウェイ （スイス ）       | フルコース 逆走        |          |
| アイガー・ノルトヴァント （スイス ）               | フルコース             |          |
| アイガー・ノルトヴァント （スイス ）               | フルコース 逆走        |          |
| アルザス （フランス ）                             | ビレッジ               |          |
| アルザス （フランス ）                             | ビレッジ 逆走          |          |
| アルザス （フランス ）                             | テストコース           |          |
| アルザス （フランス ）                             | テストコース 逆走      |          |
| サルディーニャ・ロードトラック （イタリア ）       | レイアウト A           |          |
| サルディーニャ・ロードトラック （イタリア ）       | レイアウト A 逆走      |          |
| サルディーニャ・ロードトラック （イタリア ）       | レイアウト B           |          |
| サルディーニャ・ロードトラック （イタリア ）       | レイアウト B 逆走      |          |
| サルディーニャ・ロードトラック （イタリア ）       | レイアウト C           |          |
| サルディーニャ・ロードトラック （イタリア ）       | レイアウト C 逆走      |          |
| サルディーニャ・ウィンドミルズ （イタリア ）       | フルコース             |          |
| サルディーニャ・ウィンドミルズ （イタリア ）       | フルコース 逆走        |          |
| モンツァ・サーキット （イタリア ）                 | フルコース             |          |
| モンツァ・サーキット （イタリア ）                 | シケイン無しレイアウト |          |
| カタロニア・サーキット （スペイン ）               | グランプリレイアウト   |          |
| カタロニア・サーキット （スペイン ）               | シケイン無しレイアウト |          |
| カタロニア・サーキット （スペイン ）               | ナショナルレイアウト   |          |
| カタロニア・サーキット （スペイン ）               | ラリークロスレイアウト |          |
| ブランズハッチ （イギリス ）                       | GPサーキット           |          |
| ブランズハッチ （イギリス ）                       | インディサーキット     |          |
| サン=クロワ・サーキット （フランス ）              | レイアウト A           |          |
| サン=クロワ・サーキット （フランス ）              | レイアウト A 逆走      |          |
| サン=クロワ・サーキット （フランス ）              | レイアウト B           |          |
| サン=クロワ・サーキット （フランス ）              | レイアウト B 逆走      |          |
| サン=クロワ・サーキット （フランス ）              | レイアウト C           |          |
| サン=クロワ・サーキット （フランス ）              | レイアウト C 逆走      |          |
| グッドウッド （イギリス ）                         | フルコース             |          |
| スパ・フランコルシャン （ベルギー ）               | フルコース             | ○        |
| スパ・フランコルシャン （ベルギー ）               | 24h レイアウト         | ○        |
| ル・マン 24時間 レーシングサーキット （フランス ） | フルコース             | ○        |
| ル・マン 24時間 レーシングサーキット （フランス ） | シケイン無しレイアウト | ○        |
| ニュルブルクリンク （ドイツ ）                     | 北コース               | ○        |
| ニュルブルクリンク （ドイツ ）                     | 北コース ツーリスト    | ○        |
| ニュルブルクリンク （ドイツ ）                     | 24h                    | ○        |
| ニュルブルクリンク （ドイツ ）                     | グランプリ             | ○        |
| ニュルブルクリンク （ドイツ ）                     | エンデュランス         | ○        |
| ニュルブルクリンク （ドイツ ）                     | スプリント             | ○        |

### アジア・オセアニア
| コース名・国籍                                                             | レイアウト           | 天候変化 |
| -------------------------------------------------------------------------- | -------------------- | -------- |
| ブロードビーンレースウェイ （日本 ）                                       | フルコース           |          |
| ブロードビーンレースウェイ （日本 ）                                       | フルコース 逆走      |          |
| ハイスピードリンク （日本 ）                                               | フルコース           |          |
| ハイスピードリンク （日本 ）                                               | フルコース 逆走      |          |
| 筑波サーキット （日本 （茨城県下妻市））                                   | フルコース           |          |
| 東京エクスプレスウェイ （日本 ）                                           | 東ルート 外回り      | ○        |
| 東京エクスプレスウェイ （日本 ）                                           | 東ルート 内回り      | ○        |
| 東京エクスプレスウェイ （日本 ）                                           | 中央ルート 外回り    | ○        |
| 東京エクスプレスウェイ （日本 ）                                           | 中央ルート 内回り    | ○        |
| 東京エクスプレスウェイ （日本 ）                                           | 南ルート 外回り      |          |
| 東京エクスプレスウェイ （日本 ）                                           | 南ルート 内回り      |          |
| 京都ドライビングパーク （日本 ）                                           | 山際                 |          |
| 京都ドライビングパーク （日本 ）                                           | 山際 逆走            |          |
| 京都ドライビングパーク （日本 ）                                           | 雅                   |          |
| 京都ドライビングパーク （日本 ）                                           | 山際+雅              |          |
| 京都ドライビングパーク （日本 ）                                           | 山際+雅 逆走         |          |
| 富士スピードウェイ （日本 （静岡県駿東郡））                               | フルコース           | ○        |
| 富士スピードウェイ （日本 （静岡県駿東郡））                               | ショートコース       | ○        |
| オートポリス インターナショナル レーシングコース （日本 （大分県日田市）） | フルコース           | ○        |
| オートポリス インターナショナル レーシングコース （日本 （大分県日田市）） | ショートカットコース | ○        |
| 鈴鹿サーキット （日本 （三重県鈴鹿市））                                   | フルコース           | ○        |
| 鈴鹿サーキット （日本 （三重県鈴鹿市））                                   | 東コース             | ○        |
| マウントパノラマ モーターレーシングサーキット （オーストラリア ）          | フルコース           |          |

## 収録自動車メーカー
477種類の車種が利用可能で、グランツーリスモSPORTで収録された車種以外にも新たな車種が追加された。なお、発売時点ではフィッティパルディ・モータースのみグランツーリスモSPORTから続投していない。
| - アバルト（） - アフィーラ（） - アルファロメオ（） - アルピーヌ（） - アストンマーティン（） - アウディ（） - BAC（） - BMW（） - ブガッティ（） - シャパラル（） - シボレー（） - ジェネシス (ヒョンデ)（） - シトロエン（） - ダイハツ（） - デ・トマソ（） - ダッジ（） - フェラーリ（） - フィアット（） - フォード（） - ガレージ RCR () - グリーン・オート・カンパニー () - グランツーリスモ（PDI・オリジナル） - ホンダ（） - ヒョンデ（） - インフィニティ（） - ジャガー（） - KTM（） - ランボルギーニ（） - ランチア（） - レクサス（） | - マセラティ（） - マツダ（） - マクラーレン（） - メルセデス・ベンツ（） - ミニ (BMW)（/） - 三菱自動車工業（） - 日産自動車（） - ニッサン・モータースポーツ・インターナショナル（） - パガーニ・アウトモビリ（） - パワーハウスアミューズ（） - プジョー（） - ポンティアック（） - プリマス（） - ポルシェ（） - ラディカル・スポーツカーズ（） - RE雨宮（） - ルノー（） - ルノー・スポール（） - ロードスターショップ () - RUFオートモービル（） - シュコダ・オート () - シェルビー・アメリカン（） - スバル（） - スズキ（) - トヨタ自動車（) - スーパーフォーミュラ（) - テスラモーターズ（） - トラスト (自動車部品) () - TVR（） - フォルクスワーゲン（） - ボルボ（） - ザガート（） |

## 評価・受賞歴

### 受賞
- PlayStation Partner Awards 2022 Japan Asia - SPECIAL AWARD[11]
- PlayStation Game Music大賞2022 - Spotifyストリーミング部門 『Find Your Line: Official Music from GRAN TURISMO 7』 第10位[12]
- 価格.comプロダクトアワード2022 - ゲーム部門 プレイステーション4(PS4) ソフト 金賞[13]
- The Game Awards 2022 - Best Sports/Racing[14][15]
- 26th Annual D.I.C.E. Awards - Racing Game of the Year[16]
- VFX-JAPANアワード2023 - ゲーム映像部門 優秀賞[17][18]
- CEDEC AWARDS 2023
  - エンジニアリング部門 優秀賞[注 2][19]
  - サウンド部門 優秀賞[注 3][20]